# Fernand Florizoone
Fernand Florizoone (21 lipca 1925 w Veurne, Flandria Zachodnia) – poeta flamandzki. 
Studiował w niższym seminarium duchownym w Roeselare. Później pracował przez ponad 40 lat jako nauczyciel w Veurne.
Zadebiutował w 1955 r. tomikiem wierszy pt. In de branding. Publikował na łamach prasy literackiej w kraju i za granicą. Jego utwory tłumaczone były na języki hiszpański, francuski, bretoński i polski. Za swą twórczość Florizoone został wyróżniony szeregiem nagród literackich, m.in. w 1987 r. otrzymał nagrodę im. Guido Gezellego (ndl. Guido Gezelle-prijs), przyznawaną przez Królewską Akademię Języka Niderlandzkiego i Literatury Niderlandzkiej.
W przekładzie na język polski ukazał się wybór wierszy Florizoone'a pt. Źródła Izery w tłumaczeniu Jerzego Kocha, Wrocław 1994.

## Dzieła
- 1955 – In de branding
- 1976 – Lezen in de appelboom
- 1977 – Mijn spraak is in de rui
- 1982 – Het plukken van het riet
- 1988 – Op de bermen van de tijd
- 1991 – Zee van naamloosheid
- 1997 – Mijn spraak is in de rui
- 2000 – Rituelen van kwetsbaarheid
- 2008 – Liefde heeft een zachte huid